# شبدرباتلاقیان
شبدر باتلاقی (نام علمی: Menyanthaceae) نام یک تیره از راسته بادنجان‌سانان است. سرده اصلی آن شبدر باتلاقی است.